# Junkerngasse

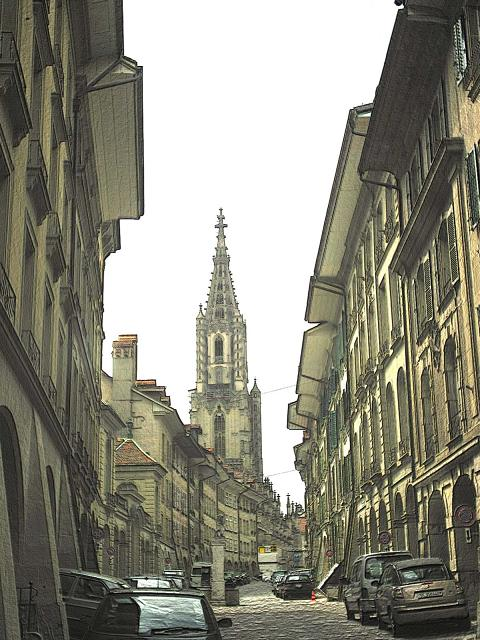
In der Junkerngasse; im Hintergrund das Berner Münster (2005)

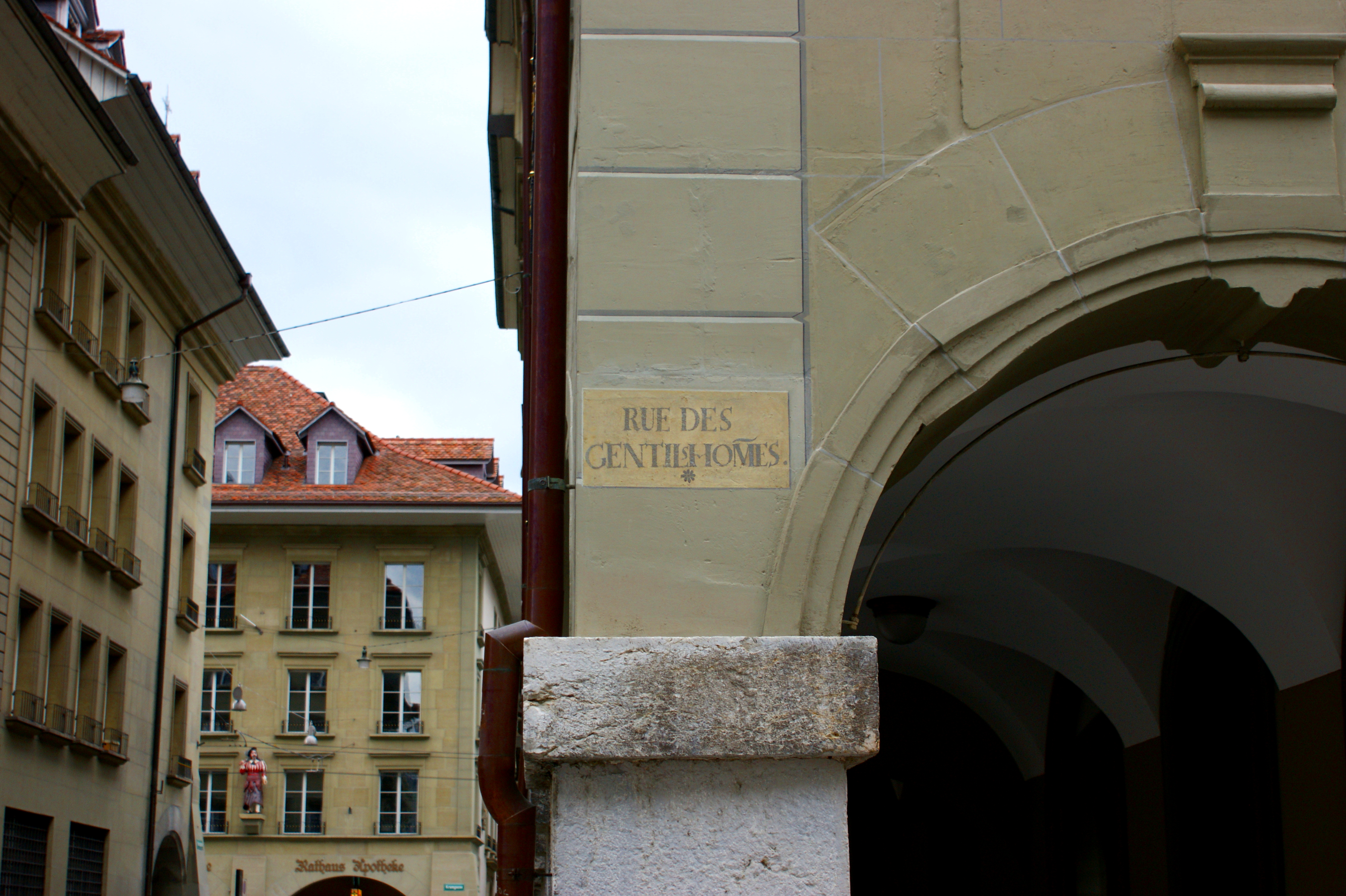
Rue des Gentils Hommes war der Name der Gasse während der französischen Besatzung 1798–1803 durch Napoleon

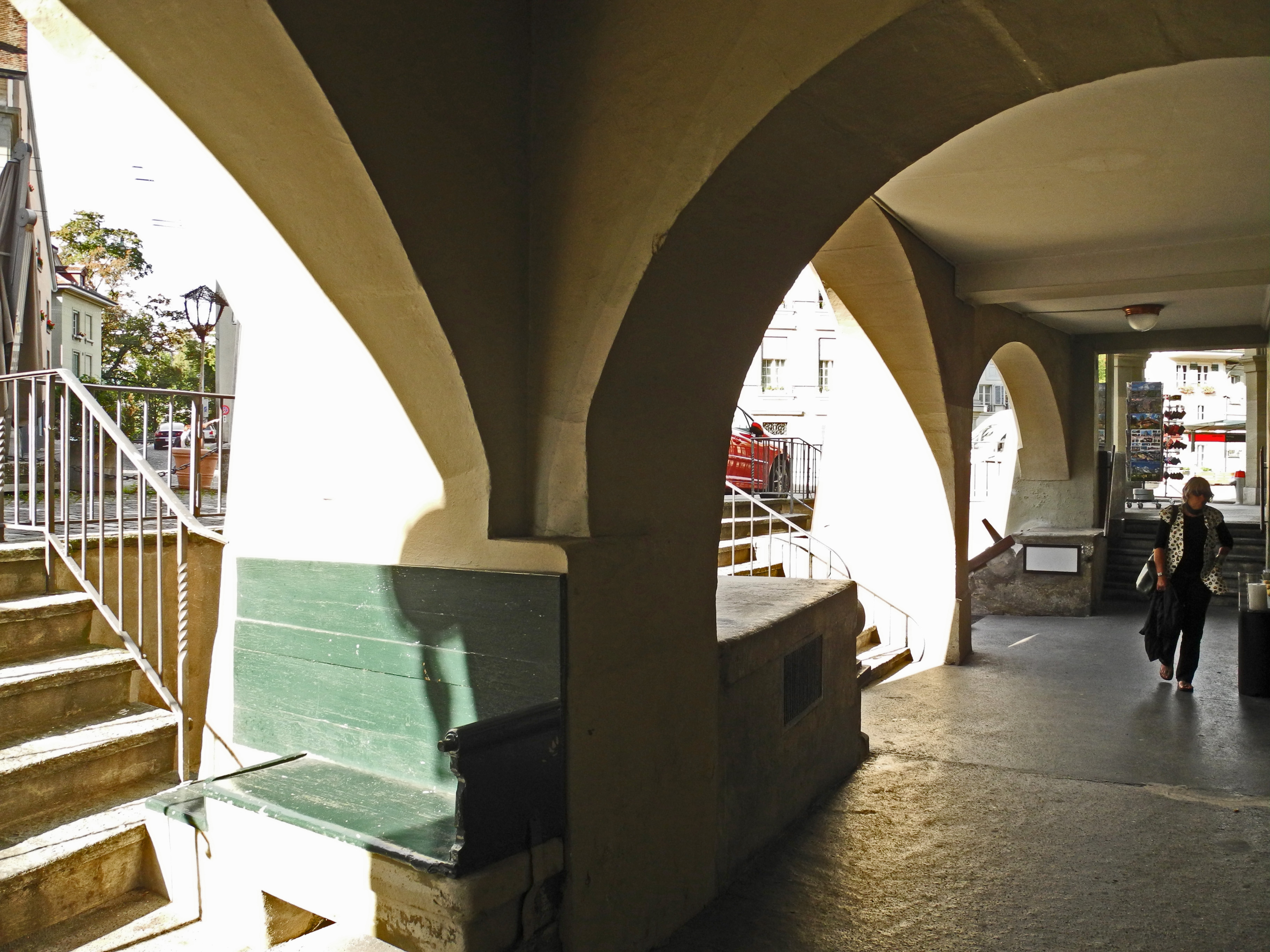
Laube unter Strassenniveau

Die Junkerngasse bildet einen Teil der UNESCO-geschützten Berner Altstadt und gilt als deren besterhaltener Teil.

## Lage
Die Junkergasse befindet sich in der unteren Altstadt. Sie zweigt bei der Nydeggbrücke von der Gerechtigkeitsgasse ab und verläuft dann parallel zu dieser. Im Westen, bei der Einmündung der Kreuzgasse wird sie von der Münstergasse fortgesetzt. Die schmale Gasse hat im Erdgeschoss meist nur Tore und Türen, nordseitig ursprünglich hauptsächlich Stallungen und Bedienstetenwohnungen.

## Geschichte
Die Junkerngasse hiess bis ins 16. Jahrhundert Kilchgasse, später Edle Gasse, bevor sie im 17. Jahrhundert ihren heutigen Namen erhalten hat. Während der Zeit der französischen Besetzung durch Napoleon 1798–1803 hiess die Gasse Rue des Gentils Hommes. An der Südseite zum Aarehang bauten sich die wohlhabenden Berner Patrizier ihre Stadtwohnungen. Die schönsten Beispiele sind das Béatrice-von-Wattenwyl-Haus und der Erlacherhof, in dessen Nordwestecke sich der Junkerngassbrunnen gegenüber dem Bubenbergrain befindet. Vor dem Bau der Nydeggbrücke 1844 ging die Junkerngasse mit gleichmässigem Gefälle in den Nydeggstalden über. Damit ist auch die vertiefte Laube bei der Junkerngasse Nr. 1 erklärt. Beim Bau der Nydeggbrücke mussten mehrere grosse Gebäude am unteren Ende weichen, eines wurde an der Papiermühlestrasse 9 freistehend wieder aufgebaut.
Am frühen Morgen des 30. Januar 1997 brach an der Junkerngasse 41 ein Brand aus. Innert kürzester Zeit breitete sich das Feuer aus und zerstörte grosse Teile der Häuser Junkerngasse 35–43. Die Dachstöcke der Häuser Junkerngasse 37–41 brannten dabei vollständig ab. In allen anderen Stockwerken verursachte das Löschwasser, pro Haus etwa 250 000 Liter, grosse Schäden.
Die Junkergasse diente schon wiederholt als Filmkulisse: 1942 drehte Franz Schnyder den Film Das Gespensterhaus, der im Haus Junkerngasse 54 spielte, und 1970 drehte Kurt Früh Szenen für Dällebach Kari in der Junkerngasse.